# بخش میرزاپور

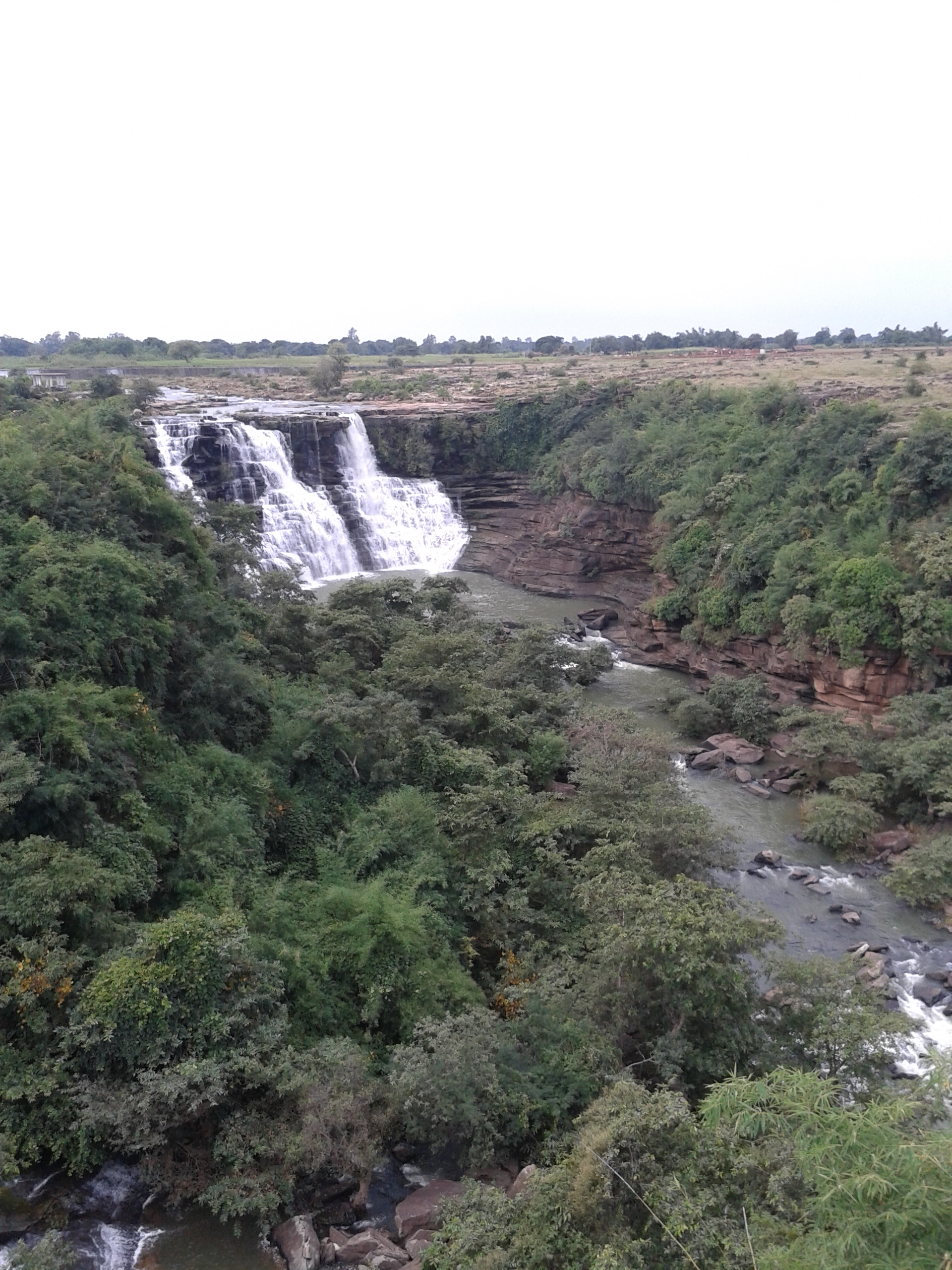
نمایی از آبشار تاندا در بخش میرزاپور، ایالت اوتار پرادش - ۲۰۱۳

بخش میرزاپور (هندی: मिर्ज़ापुर ज़िला) از بخش‌های ایالت اوتار پرادش هند است.